# Gao Feng
Gao Feng (Liaoning, 2 de fevereiro de 1982) é uma judoca chinesa.
Foi medalhista de bronze nos Jogos Olímpicos de 2004 em Atenas.